# Anna Beauchampová
Anna Beauchampová (13. července 1426 – 20. září 1492), 16. hraběnka z Warwicku se narodila jako dcera Richarda Beauchampa, 13. hraběte z Warwicku a jeho druhé manželky Isabely Despenserové, dcery Tomáše Despensera a Konstancie z Yorku. Anna Beauchampová byla matkou anglické královny Anny Nevillové, manželky Richarda III.

## Dědictví
Anna Beauchampová přišla na svět v Caversham Parku v Oxfordshire. Stala se manželkou Richarda Nevilla. Následovala smrt jejího otce, a poté, co zemřel i její bratr Jindřich a neteř Anna, zdědila titul a s ním celý Warwick, Anna Beauchampová.
Nicméně, její dědictví bylo zpochybněno Anninými nevlastními sestrami, dětmi z otcova prvního manželství s Alžbětou, dědičkou Berkeley. Jedna z nich, Lady Eleonora, se provdala za Edmunda Beauforta, 1. vévodu ze Somersetu (zavražděn roku 1455 v První bitvě u St Albans). Spor o Warwick byl pouze podnítil nepřátelství mezi Nevillovými a Beauforty, kteří byli úzce spříznění. Manžel Anny Beauchampové, Richard, byl vnukem Jany Beaufortové, sestry vévodova zesnulého otce. Anna měla jakožto vlastní teta poslední hraběnky na Warwick větší právo, než její starší nevlastní sestry. Richardu Nevillovi se nakonec podařilo udržet Warwick neporušený.

## Sňatky dětí
Annina starší dcera Isabela se provdala za Jiřího z Clarence, mladšího bratra krále Eduarda IV. Její mladší dcera Anna se stala manželkou Eduarda z Walesu, jediného syna krále Jindřicha VI. Když byl Eduard zabit v bitvě u Tewkesbury, provdala se Anna za vévodu z Gloucesteru Richarda, budoucího krále Richarda III. I když byla Anna Beauchampová stále naživu, hádali se manželé jejích dcer o její dědictví. Aby bylo možné získat konečný souhlas bratra Jiřího ke sňatku s Annou Nevillovou, vzdal se Richard většiny pozemků a nemovitostí ve Warwicku, včetně hrabství Warwick (který měl Richard Neville z práva své manželky) a Salisbury a vydal bratrovi Jiřímu úřad Velkého komorníka Anglie. Po Jiřího popravě za velezradu v roce 1478, zdědil jeho syn Eduard titul hraběte z Warwicku, zatímco Richardův syn byl titulován hrabětem ze Salisbury.

## Pozdější život
Anna zemřela v zapomnění poté, co přežila svého manžela, dcery a zetě, který ji účinně vydědil. V roce 1486 byla v opatství Beaulieu, když požádala Jindřicha VII. o navrácení jejího majetku. Byla jí navrácena jen malá část. Panství Warwick a Spencer, její vlastní dědictví, se stalo majetkem koruny.